# Lijst van vlaggen van Italiaanse gemeenten
Dit artikel bevat een lijst van vlaggen van Italiaanse gemeenten. Italië bestaat uit 7.901 gemeenten. Vanwege het (potentieel) grote aantal, worden ze hier niet getoond. Dit lijst toont alleen vlaggen van gemeenten met meer dan 15.000 inwoners.

## Abruzzen

Avezzano
Chieti
Città Sant'Angelo
Francavilla al Mare
Giulianova
L'Aquila
Lanciano
Martinsicuro
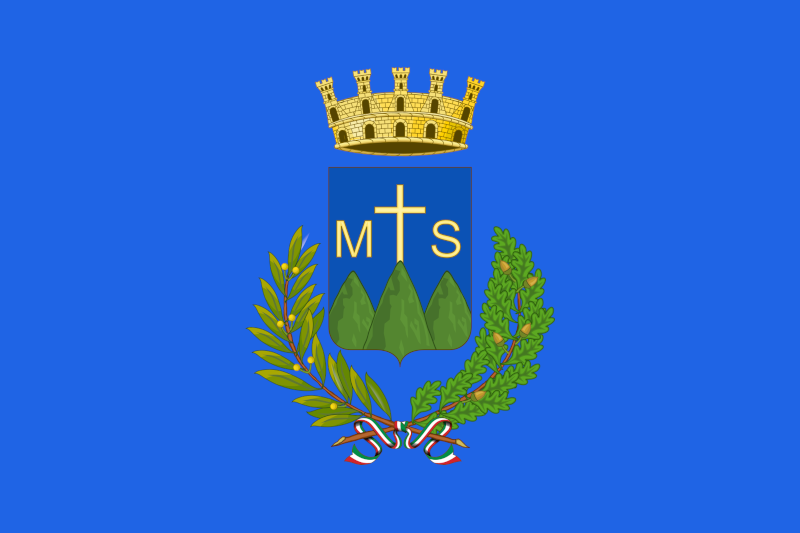
Montesilvano
Ortona
Pescara
Roseto degli Abruzzi
San Salvo
Silvi
Spoltore
Sulmona
Teramo
Vasto

## Aostadal

Aosta

## Apulië

Acquaviva delle Fonti
Adelfia
Altamura
Andria
Bari
Barletta
Bisceglie
Bitonto
Brindisi
Canosa di Puglia
Capurso
Carovigno
Casamassima
Casarano
Castellana Grotte
Castellaneta
Ceglie Messapica
Cerignola
Conversano
Copertino
Corato
Fasano
Foggia
Francavilla Fontana
Galatina
Galatone
Gallipoli
Ginosa
Gioia del Colle
Giovinazzo
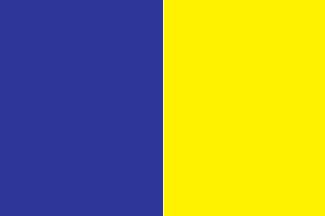
Gravina in Puglia
Grottaglie
Laterza
Latiano
Lecce
Lucera
Manduria
Manfredonia
Martina Franca
Massafra
Mesagne
Modugno
Mola di Bari
Molfetta
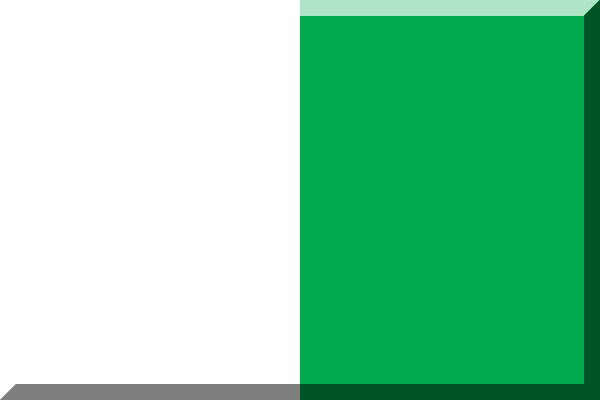
Monopoli
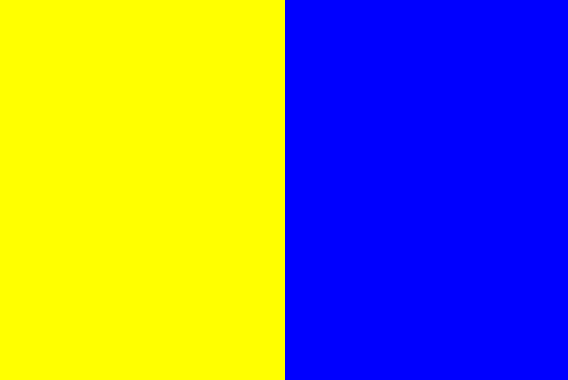
Mottola
Nardò
Noci
Noicàttaro
Oria
Orta Nova
Ostuni
Palagiano
Palo del Colle
Polignano a Mare
Putignano
Rutigliano
Ruvo di Puglia
San Giorgio Ionico
San Giovanni Rotondo
San Nicandro Garganico
San Vito dei Normanni
San Severo
Santeramo in Colle
Sava
Tarente
Terlizzi
Torremaggiore
Trani
Tricase
Triggiano
Valenzano

## Basilicata

Matera
Melfi
Pisticci
Policoro
Potenza

## Calabrië

Acri
Cassano all'Ionio
Castrovillari
Catanzaro
Cirò Marina
Corigliano-Rossano
Cosenza
Crotone
Gioia Tauro
Isola di Capo Rizzuto
Lamezia Terme
Montalto Uffugo
Palmi
Paola
Reggio Calabria
Rende
San Giovanni in Fiore
Siderno
Taurianova
Vibo Valentia

## Campanië

Acerra
Afragola
Agropoli
Arzano
Angri
Ariano Irpino
Avellino
Aversa
Bacoli
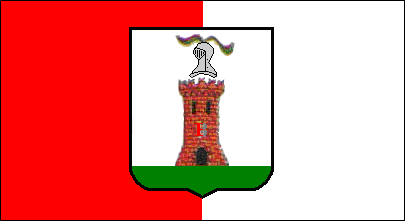
Baronissi
Battipaglia
Benevento
Boscoreale
Brusciano
Caivano
Campagna
Capaccio
Capua
Cardito
Casal di Principe
Casalnuovo di Napoli
Casavatore
Caserta
Casoria
Castel Volturno
Castellammare di Stabia
Cava de' Tirreni
Cercola
Eboli
Ercolano
Forio
Frattamaggiore
Frattaminore
Giugliano in Campania
Gragnano
Grumo Nevano
Ischia
Maddaloni
Marano di Napoli
Marcianise
Marigliano
Melito di Napoli
Mercato San Severino
Mondragone
Montoro
Mugnano di Napoli
Napels
Nocera Inferiore
Nocera Superiore
Nola
Orta di Atella
Ottaviano
Pagani
Poggiomarino
Pomigliano d'Arco
Pompeï
Pontecagnano Faiano
Portici
Pozzuoli
Qualiano
Quarto
Salerno
San Felice a Cancello
San Giorgio a Cremano
San Giuseppe Vesuviano
San Nicola la Strada
Sant'Anastasia
Sant'Antimo
Sant'Antonio Abate
Santa Maria Capua Vetere
Sarno
Saviano
Scafati
Sessa Aurunca
Somma Vesuviana
Sorrento
Terzigno
Torre Annunziata
Torre del Greco
Trentola-Ducenta
Vico Equense
Villaricca
Volla

## Emilia-Romagna

Argenta
Bagnacavallo
Bellaria-Igea Marina
Bologna
Bondeno
Budrio
Casalecchio di Reno
Carpi
Casalgrande
Castel Maggiore
Castel San Pietro Terme
Castelfranco Emilia
Cattolica
Cento
Cervia
Cesena
Cesenatico
Comacchio
Copparo
Correggio
Faenza
Ferrara
Fidenza
Finale Emilia
Fiorano Modenese
Forlì
Formigine
Imola
Lugo
Medicina
Maranello
Mirandola
Modena
Molinella
Nonantola
Parma
Pavullo nel Frignano
Piacenza
Pianoro
Ravenna
Reggio Emilia
Riccione
Rimini
Salsomaggiore Terme
San Giovanni in Persiceto
San Lazzaro di Savena
Santarcangelo di Romagna
Sassuolo
Savignano sul Rubicone
Scandiano
Soliera
Valsamoggia
Vignola
Zola Predosa

## Friuli-Venezia Giulia

Azzano Decimo
Codroipo
Cordenons
Gorizia
Monfalcone
Porcia
Pordenone
Sacile
San Vito al Tagliamento
Triëst
Udine

## Lazio

Alatri
Albano Laziale
Anagni
Anguillara Sabazia
Anzio
Aprilia
Ardea
Ariccia
Bracciano
Cassino
Ceccano
Cerveteri
Ciampino
Cisterna di Latina
Civita Castellana
Civitavecchia
Colleferro
Ferentino
Fiumicino
Fondi
Fonte Nuova
Formia
Frascati
Frosinone
Gaeta
Genzano di Roma
Grottaferrata
Guidonia Montecelio
Ladispoli
Latina
Marino
Mentana
Minturno
Monterotondo
Nettuno
Palestrina
Pomezia
Rieti
Rocca di Papa
Rome Vlag
Sabaudia
Santa Marinella
Sezze
Sora
Tarquinia
Terracina
Tivoli
Velletri
Veroli
Viterbo
Zagarolo

## Ligurië

Albenga
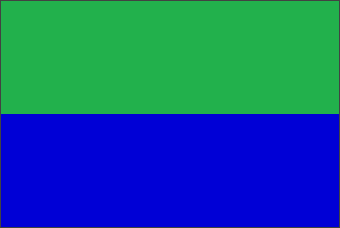
Chiavari
Genua Vlag
Imperia
La Spezia
Rapallo
San Remo
Sarzana
Savona
Ventimiglia

## Lombardije

Abbiategrasso
Albino
Arcore
Arese
Bareggio
Bergamo
Besana in Brianza
Bollate
Bovisio-Masciago
Brescia
Bresso
Brugherio
Buccinasco
Busto Arsizio
Cantù
Carate Brianza
Caravaggio
Caronno Pertusella
Casalmaggiore
Cassano d'Adda
Cassano Magnago
Castiglione delle Stiviere
Cernusco sul Naviglio
Cesano Boscone
Cesano Maderno
Chiari
Cinisello Balsamo
Codogno
Cologno Monzese
Como
Concorezzo
Corbetta
Cormano
Cornaredo
Corsico
Crema
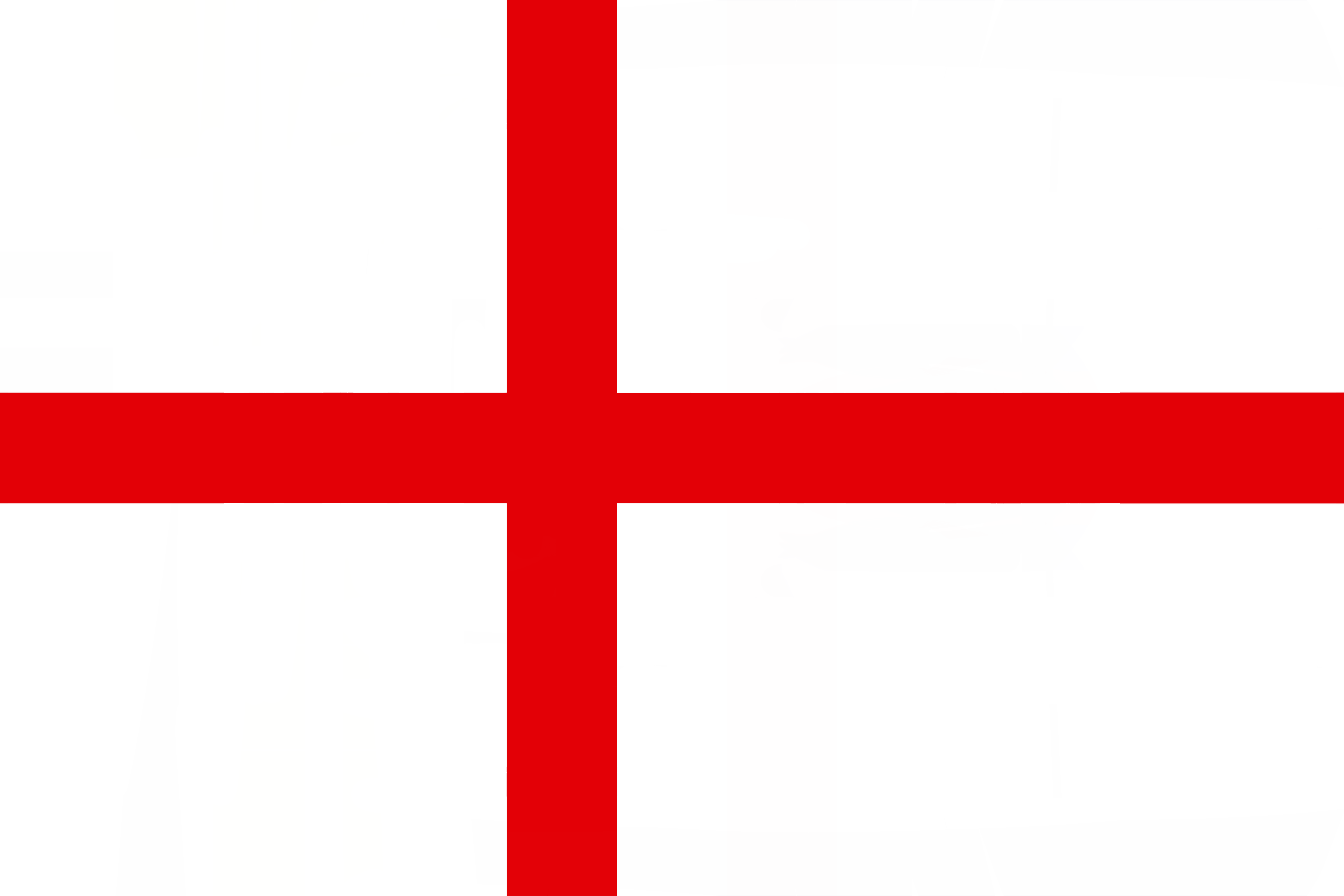
Cremona
Cusano Milanino
Dalmine
Darfo Boario Terme
Desenzano del Garda
Desio
Erba
Gallarate
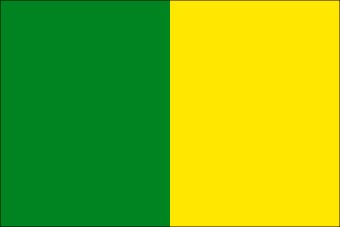
Garbagnate Milanese
Ghedi
Giussano
Gorgonzola
Gussago
Lainate
Lecco
Legnano
Lentate sul Seveso
Limbiate
Lissone
Lodi
Lonato
Lumezzane
Magenta
Malnate
Mantua
Mariano Comense
Meda
Melegnano
Melzo
Milaan Vlag
Montichiari
Monza
Mortara
Muggiò
Nerviano
Nova Milanese
Novate Milanese
Paderno Dugnano
Palazzolo sull'Oglio
Parabiago
Pavia
Peschiera Borromeo
Pioltello
Porto Mantovano
Rho
Romano di Lombardia
Rovato
Rozzano
Samarate
San Donato Milanese
San Giuliano Milanese
Saronno
Segrate
Senago
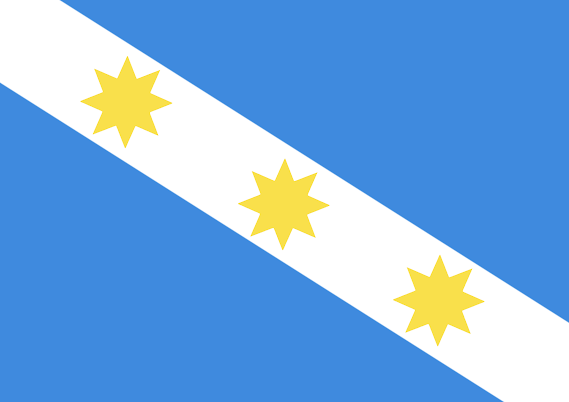
Seregno
Seriate
Sesto San Giovanni
Settimo Milanese
Seveso
Somma Lombardo
Sondrio
Suzzara
Tradate
Treviglio
Trezzano sul Naviglio
Varese
Viadana
Vigevano
Vimercate
Vimodrone
Voghera

## Marken

Ancona
Ascoli Piceno
Castelfidardo
Civitanova Marche
Corridonia
Fabriano
Falconara Marittima
Fano
Fermo
Grottammare
Jesi
Macerata
Osimo
Pesaro
Porto San Giorgio
Porto Sant'Elpidio
Potenza Picena
Recanati
San Benedetto del Tronto
Sant'Elpidio a Mare
Senigallia
Tolentino
Urbino

## Molise

Campobasso
Isernia
Termoli

## Piëmont

Acqui Terme
Alba
Alessandria
Alpignano
Asti
Beinasco
Biella
Borgomanero
Bra
Carmagnola
Casale Monferrato
Caselle Torinese
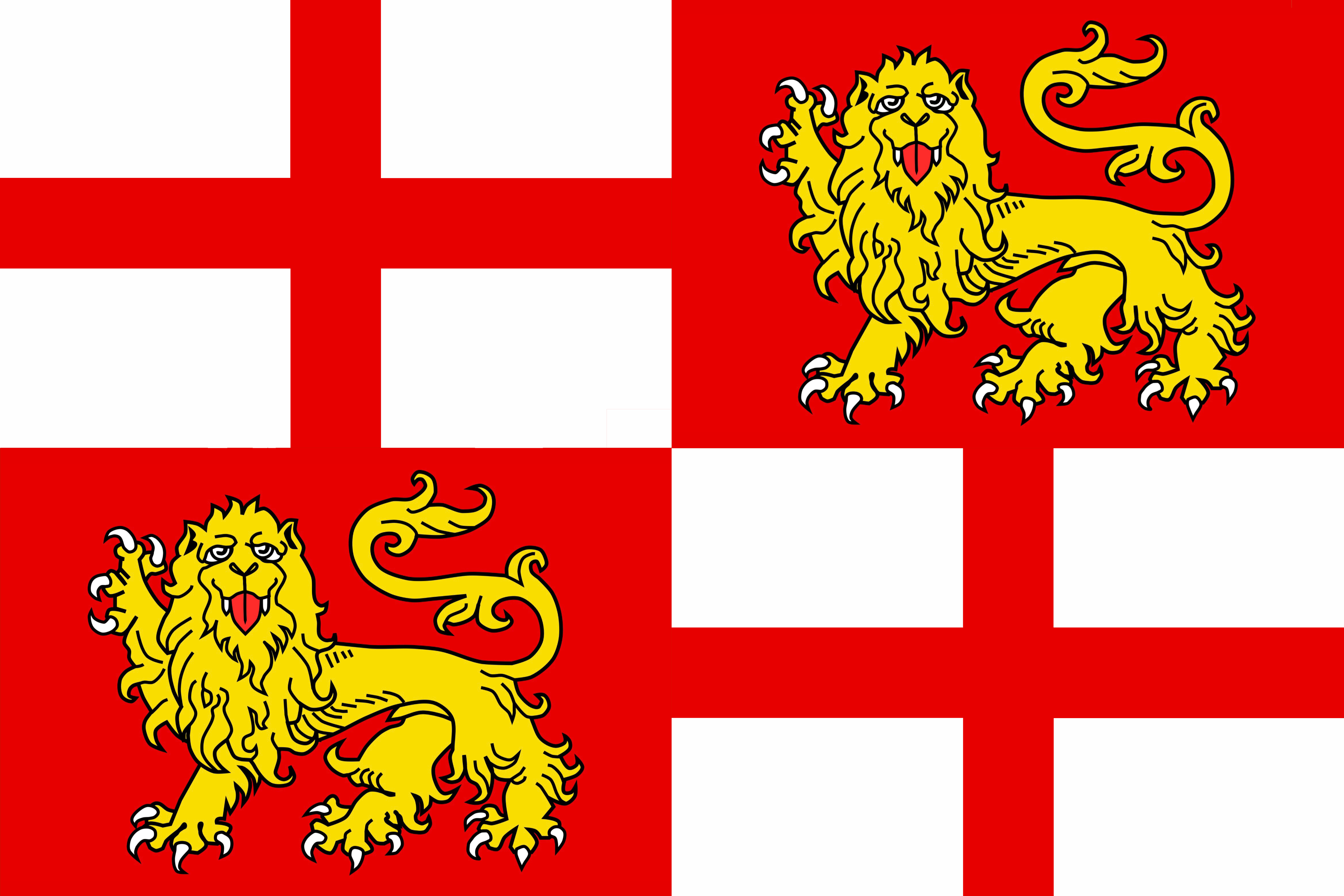
Chieri
Chivasso
Cirié
Collegno
Cuneo
Domodossola
Fossano
Galliate
Giaveno
Grugliasco
Ivrea
Leinì
Moncalieri
Mondovì
Nichelino
Novara
Novi Ligure
Omegna
Orbassano
Pinerolo
Piossasco
Rivalta di Torino
Rivoli
Saluzzo
San Mauro Torinese
Savigliano
Settimo Torinese
Tortona
Trecate
Turijn
Valenza
Venaria Reale
Verbania
Vercelli

## Sardinië

Alghero
Assemini
Cagliari
Capoterra
Carbonia
Iglesias
Monserrato
Nuoro
Olbia
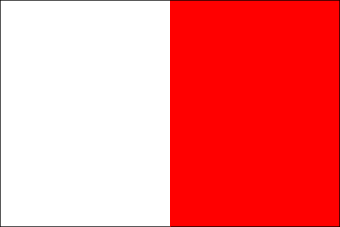
Oristano
Porto Torres
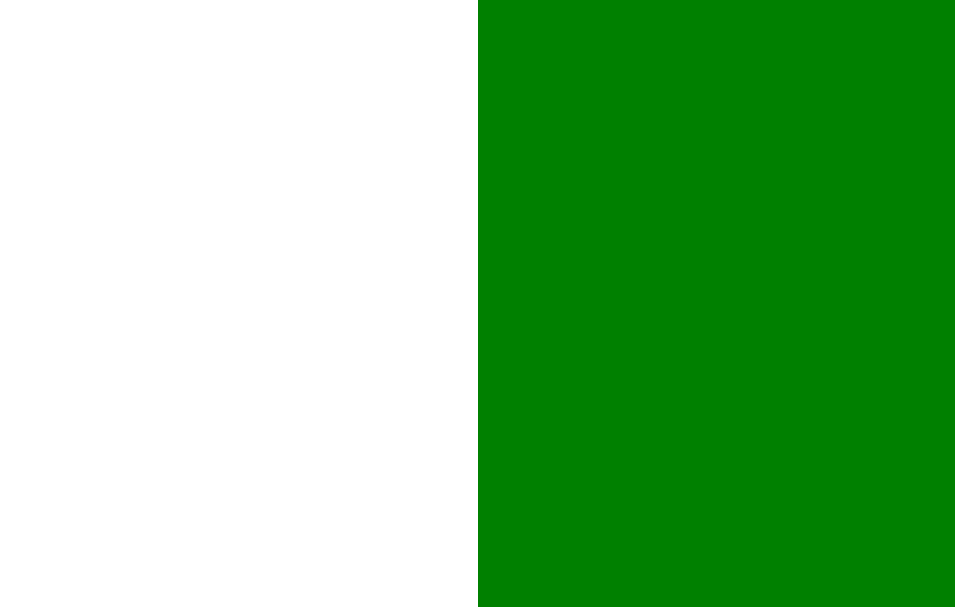
Quartu Sant'Elena
Sassari
Selargius
Sestu
Sinnai

## Sicilië

Aci Castello
Aci Catena
Aci Sant'Antonio
Acireale
Adrano
Agrigento
Alcamo
Avola
Augusta
Bagheria
Barcellona Pozzo di Gotto
Belpasso
Biancavilla
Bronte
Caltagirone
Caltanissetta
Canicattì
Carini
Carlentini
Castelvetrano
Catania
Comiso
Enna
Erice
Favara
Floridia
Gela
Giarre
Gravina di Catania
Ispica
Lentini
Licata
Marsala
Mascalucia
Mazara del Vallo
Messina
Milazzo
Misilmeri
Misterbianco
Modica
Monreale
Niscemi
Noto
Pachino
Palagonia
Palermo
Palma di Montechiaro
Partinico
Paternò
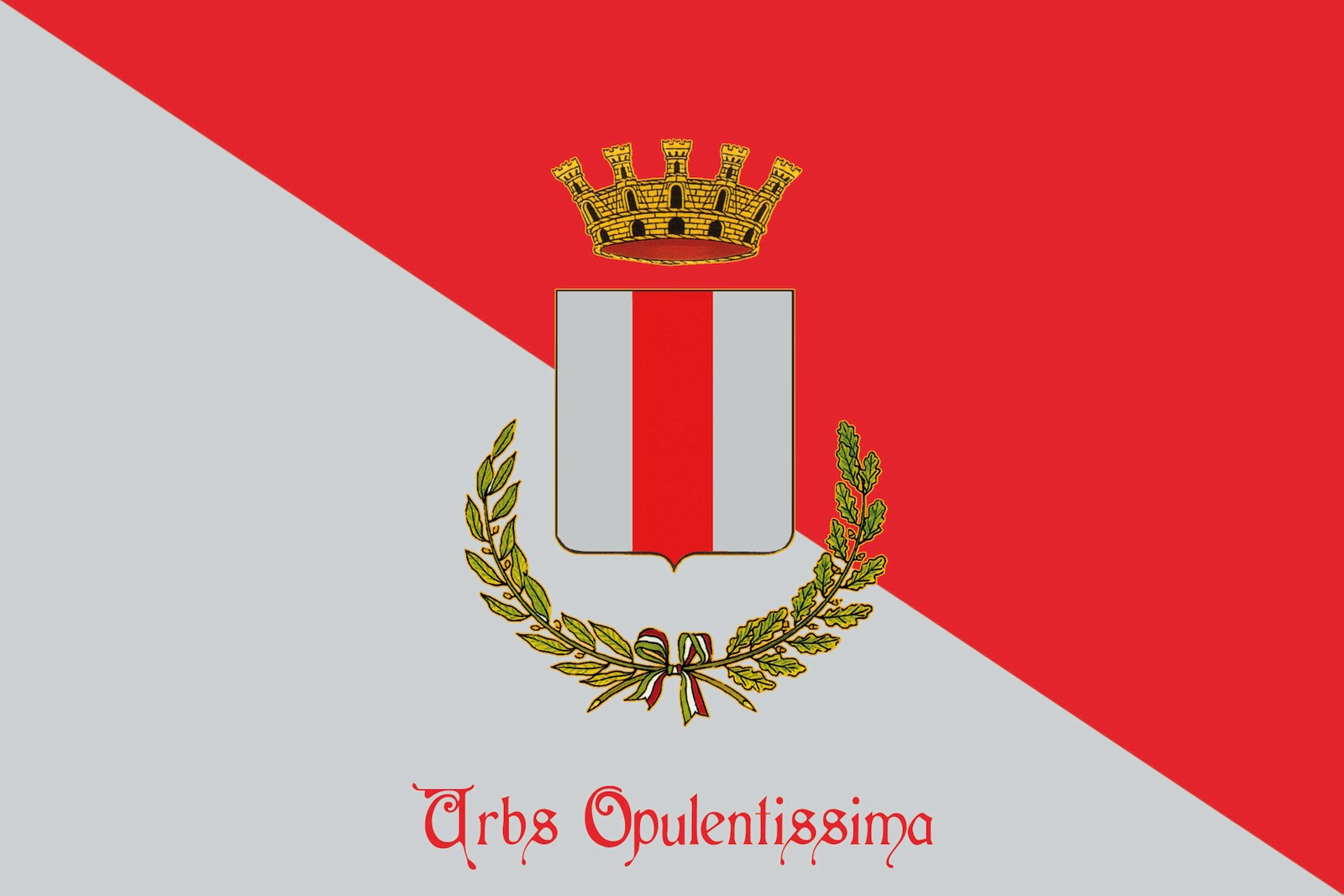
Piazza Armerina
Porto Empedocle
Pozzallo
Ragusa
Ribera
Rosolini
San Cataldo
San Giovanni la Punta
Sciacca
Scicli
Scordia
Syracuse
Termini Imerese
Trapani
Tremestieri Etneo
Villabate
Vittoria

## Trentino-Zuid-Tirol

Arco
Bolzano
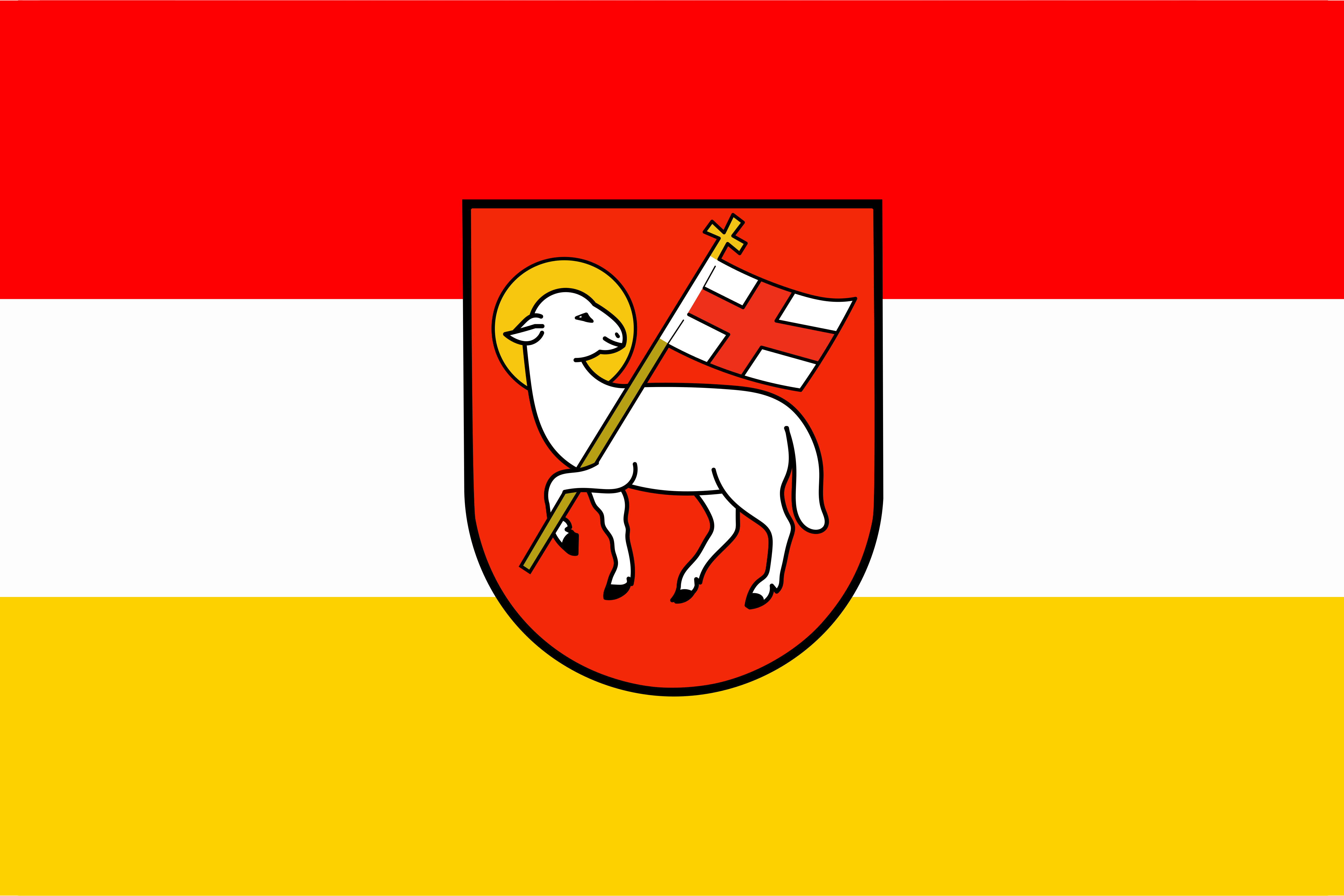
Brixen
Bruneck
Laives
Meran
Pergine Valsugana
Riva del Garda
Rovereto
Trente

## Toscane

Agliana
Altopascio
Arezzo
Bagno a Ripoli
Borgo San Lorenzo
Calenzano
Camaiore
Campi Bisenzio
Capannori
Carrara
Cascina
Castelfiorentino
Cecina
Certaldo
Colle di Val d'Elsa
Collesalvetti
Cortona
Empoli
Figline e Incisa Valdarno
Florence
Follonica
Fucecchio
Grosseto
Lastra a Signa
Livorno
Lucca Vlag
Massa
Massarosa
Monsummano Terme
Montecatini Terme
Montemurlo
Montevarchi
Pescia
Pietrasanta
Piombino
Pisa
Pistoia
Poggibonsi
Ponsacco
Pontassieve
Pontedera
Prato
Quarrata
Reggello
Rosignano Marittimo
San Casciano in Val di Pesa
San Giovanni Valdarno
San Giuliano Terme
San Miniato
Sansepolcro
Scandicci
Sesto Fiorentino
Siena
Signa
Viareggio

## Umbrië

Assisi
Bastia Umbra
Castiglione del Lago
Città di Castello
Corciano
Foligno
Gualdo Tadino
Gubbio
Marsciano
Narni
Orvieto
Perugia
Spoleto
Terni
Todi
Umbertide

## Veneto

Abano Terme
Adria
Albignasego
Arzignano
Bassano del Grappa
Belluno
Bovolone
Bussolengo
Cadoneghe
Castelfranco Veneto
Cerea
Chioggia
Cittadella
Conegliano
Este
Feltre
Jesolo
Legnago
Lonigo
Marcon
Martellago
Mira
Mirano
Mogliano Veneto
Monselice
Montebelluna
Montecchio Maggiore
Negrar
Noale
Oderzo
Padua
Paese
Pescantina
Piove di Sacco
Portogruaro
Preganziol
Rovigo
Rubano
San Bonifacio
San Donà di Piave
San Giovanni Lupatoto
Santa Maria di Sala
Schio
Scorzè
Selvazzano Dentro
Sona
Spinea
Thiene
Treviso
Valdagno
Vedelago
Venetië Vlag
Verona
Vicenza
Vigonza
Villafranca di Verona
Villorba
Vittorio Veneto

Andorra · Armenië · België · Bosnië en Herzegovina · Brazilië · Bulgarije · Canada · Chili · Colombia · Costa Rica · Denemarken · Duitsland · El Salvador · Estland · Frankrijk · Georgië · Indonesië · Italië · Kroatië · Letland · Liechtenstein · Litouwen · Luxemburg · Malta · Mexico · Montenegro · Nederland · Noord-Macedonië · Noorwegen · Oekraïne · Oostenrijk · Polen · Portugal · Roemenië · Rusland · San Marino · Servië · Slowakije · Spanje · Tsjechië · Venezuela · Verenigd Koninkrijk · Verenigde Staten · Wit-Rusland · Zimbabwe · Zwitserland
Historisch: België · Nederland
Zie ook: Vlaggenlijsten (per land) · Vlaggen van afhankelijke gebieden · Vlaggen van subnationale entiteiten (per land) · Lijst van vlaggen van hoofdsteden